# Onicomanzia
L'onicomanzia è un tipo di divinazione per mezzo dell'analisi delle unghie.
Le prime notizie precise su questa tecnica risalgono al Medioevo. Lo storico Giordano Berti nella sua Storia della Divinazione (Milano 2005, p. 21) riporta un aneddoto tramandato dal filosofo inglese Giovanni di Salisbury (XII secolo) nel Policratico. In gioventù, Giovanni studiava latino con un sacerdote che praticava l'onicomanzia: spalmava le unghie con un unguento particolare, recitava delle formule e osservava l'apparizione di figure che gli ispiravano presagi sull'avvenire.